# Una ragazza sfrenata
Una ragazza sfrenata (Excess Baggage) è un film del 1997 diretto da Marco Brambilla e interpretato da Alicia Silverstone, Benicio del Toro e Christopher Walken.

## Trama
Emily, una bionda ragazza ricca e viziata, ha un rapporto freddo con suo padre, uomo d'affari ricco e di successo, che trascura la figlia, senza dedicarle attenzione. La ragazza per attirare l'attenzione del padre, finge di essere rapita e si nasconde all'interno del bagagliaio della sua auto.
Successivamente Vincent, un ladro d'auto ruba la macchina, con lei dentro. La ragazza è attratta dallo stile spericolato del ladro e la circostanza dell'inconveniente che si è creato, rende il suo rapimento più veritiero e pauroso per il genitore.

## Produzione
Una ragazza sfrenata fu il primo film prodotto da Alicia Silverstone con la sua società di produzione First Kiss.

### Riprese
Le riprese del film si svolsero dal 6 maggio 1996 al 26 luglio 1996.
Il film fu girato in due province del Canada: l'Alberta e la Columbia Britannica:
- Parco nazionale dei laghi Waterton
- Victoria
- Britannia Beach
- Vancouver

## Curiosità
Il brano musicale Wannabe delle Spice Girls fu usato come musica di sottofondo per il trailer del film.